# Massalengo
Massalengo (Masaléngh in dialetto lodigiano) è un comune italiano di 4 495 abitanti della provincia di Lodi in Lombardia.

## Storia
Dapprima possedimento dei monaci benedettini di San Pietro in Lodi Vecchio (IX secolo d.C.) appartenne poi alla famiglia dei Salerano dopo il mille e quindi, nel 1224, ai Capitanei di Cornegliano Laudense.
Nel 1661 il feudo fu assegnato al conte piacentino Pietro Massalenghi e nel 1756 ad Antonio Vigani.
In età napoleonica (1809-16) al comune di Massalengo furono aggregate Lanfroia e Motta Vigana, ridivenute autonome con la costituzione del Regno Lombardo-Veneto. Motta Vigana (a cui era stata aggregata Lanfroia nel 1841) fu aggregata definitivamente nel 1879.

### Simboli
Lo stemma e il gonfalone sono stati concessi con decreto del presidente della Repubblica del 9 luglio 1953.
Il gonfalone è un drappo inquartato di bianco e di rosso.

## Monumenti e luoghi d'interesse
Le antiche aziende agricole hanno lasciato una traccia profonda.
La maggiore di queste, la Cascina Grande, è nel centro del paese ed è annessa alla villa padronale della famiglia Premoli, una costruzione in stile liberty eretta nel 1885 al centro di un ampio giardino.
Ricordiamo inoltre la parrocchiale di Sant'Andrea apostolo e martire, costruita nel 1621.
È presente inoltre al centro della piccola piazza comunale la fontana, in stile contemporaneo, con le colombe, simbolo della liberazione e di pace.

## Società

### Evoluzione demografica
Abitanti censiti

### Etnie e minoranze straniere
Al primo gennaio 2013 gli stranieri residenti nel comune di Massalengo sono 453, pari al 10,4% della popolazione. Tra le nazionalità più rappresentate troviamo:
| Paese   | Popolazione (2008) |
| ------- | ------------------ |
| Romania | 116                |
| Albania | 56                 |
| Egitto  | 51                 |
| Ecuador | 24                 |
| Togo    | 19                 |
| Tunisia | 12                 |
| Polonia | 11                 |
| Perù    | 11                 |
| Svezia  | 1                  |

## Geografia antropica

### Frazioni
Possiede lo status di frazione la località di Motta Vigana.

#### Altre località del territorio
Chiesuolo, Tripoli.

#### Cascine
Badia, Lanfroia, Mottina, Paderno, Pontirola, Priora, Scappadina, Vigana.

## Economia
L'agricoltura è tuttora fiorente e si contano una dozzina di aziende di media grandezza.
L'attività secondaria è prevalente e in fase di continua espansione, anche grazie ad un rinnovamento edilizio: lungo la provinciale, in località Motta Vigana e Chiesuolo, sorgono infatti diverse industrie.
Il pendolarismo verso il capoluogo lombardo diminuisce progressivamente, tant'è che l'industria locale occupa la maggior parte della forza lavoro.
Sono presenti inoltre due industrie artigianali d'arredamento, numerose officine meccaniche minori e tre imprese edili.

## Amministrazione
Segue un elenco delle amministrazioni locali.
| Periodo | Periodo   | Primo cittadino     | Partito                        | Carica  | Note |
| ------- | --------- | ------------------- | ------------------------------ | ------- | ---- |
| 1945    |           | Giovanni Pinciroli  |                                | Sindaco |      |
| 1945    |           | Achille Madonini    |                                | Sindaco |      |
| 1946    | 1951      | Luigi Premoli       |                                | Sindaco |      |
| 1951    | 1964      | Giacomo Ravera      |                                | Sindaco |      |
| 1964    | 1988      | Salvatore Marazzina |                                | Sindaco |      |
| 1988    | 2004      | Egidio Bertolesi    | Lista civica di centrosinistra | Sindaco |      |
| 2004    | 2009      | Mario De Marco      | centrodestra                   | Sindaco |      |
| 2009    | 2017      | Domenico Papagni    | lista civica di centrosinistra | Sindaco |      |
| 2018    | in carica | Severino Serafini   | Lega                           | Sindaco |      |